# Annapolis (film)
För andra betydelser, se Annapolis (olika betydelser).
Annapolis är en amerikansk dramafilm från 2006 i regi av Justin Lin, från ett manus skrivet av Dave Collard. Denna film, som är inspelad i Philadelphia, samt på Princeton University i Princeton, New Jersey, hade biopremiär i USA den 27 januari 2006. I huvudrollerna syns bland annat James Franco, Tyrese Gibson, och Jordana Brewster.
Filmen släpptes på DVD i Sverige, av Walt Disney Studios Home Entertainment, den 1 november 2006.

## Handling
Filmens handling kretsar kring skeppsbyggarsonen Jake Huard, som lovar både sig själv och sin döende mor, att han ska förverkliga sin dröm om att bli antagen till den amerikanska marinhögskolan i Annapolis, Maryland, vilket han efter många om och men till slut blir. Men efter att han har blivit antagen till denna skola, börjar Jake tvivla på, om han verkligen passar in där. Han klarar trots detta av det första året på skolan, och bestämmer sig sedan för att anmäla sig till marinens ökända och våldsamma boxningsmästerskap, för att verkligen visa, att han har vad som krävs, för att bli officer.

## Rollista (i urval)
| James Franco           | – Jake Huard             |
| Tyrese Gibson          | – Matthew Cole           |
| Jordana Brewster       | – Alison "Ali" Halloway  |
| Vicellous Reon Shannon | – "Twins" / Marcus Nance |
| Roger Fan              | – Loo                    |
| Wilmer Calderon        | – Estrada                |
| Donnie Wahlberg        | – Burton                 |
| Chi McBride            | – McNally                |
| Brian Goodman          | – Bill Huard             |
| Billy Finnigan         | – Kevin                  |
| Rocco Rosanio          | – Jakes vän              |
| Jim Parrack            | – A.J.                   |
| Charles Napier         | – Carter                 |
| Heather Henderson      | – Daniels                |
| McCaleb Burnett        | – Whitaker               |
| Matt Myers             | – Mr. Nance              |

## Musik
Filmens originalmusik är komponerad av Brian Tyler. Även en del musikgruppslåtar används i filmen. Dessa låtar, med respektive musikgrupp, listas nedanför i turordning.
| Låt                     | Musikgrupp          |
| ----------------------- | ------------------- |
| "Nowhere Ride"          | The Chelsea Smiles  |
| "More Human than Human" | White Zombie        |
| "When I'm Gone"         | No Address          |
| "Just Stop"             | Disturbed           |
| "Different Stars"       | Trespassers William |
| "Somersault"            | Zero 7              |
| "Born to Slow"          | The Crystal Method  |
| "Hero of the Day"       | Metallica           |
| "Start Something"       | Lostprophets        |